# Фрайбургский университет
Фрайбургский университет имени Альберта и Людвига (нем. Albert-Ludwigs-Universität Freiburg) — один из самых старых университетов Германии.
Основан во Фрайбурге 21 сентября 1457 года эрцгерцогом Австрии Альбрехтом VI. В университете проходят обучение около 24 000 студентов.
Университет имеет давние традиции и пользуется высокой академической репутацией как на национальном, так и на международном уровне. Среди преподавателей университета 10 лауреатов Нобелевской премии и 13 лауреатов премии Лейбница, а всего Фрайбургский университет связывают с 23 лауреатами Нобелевской премии.

## Известные люди, связанные с университетом
В университете работали основатель феноменологии философ Эдмунд Гуссерль, нобелевский лауреат эмбриолог Ханс Шпеман.
В университете учились такие известные личности, как Иоганн Экк, Эразм Роттердамский, Бальтазар Губмайер, Пауль Эрлих и Конрад Аденауэр, Йозеф фон Бусс, Вильгельм Лай, Макс Нонне, Ханс Гюнтер, Роберт Фёльген, Бальдер Ольден, Мартин Хайдеггер, Андрей Гунько, Стасис Шалкаускис, Сергей Бубнов, Шарль Малик, Йозеф Геббельс, Отто Кариус. Стажировался и проходил углублённую подготовку по правовым дисциплинам историк русского права Серафим Юшков. Преподавали Леопольд Август Варнкёниг, Ганс Генрих Эггебрехт, Альберт Тумб.
В 1904 году получил почётную докторскую степень в университете Отто Аммон.

## Факультеты

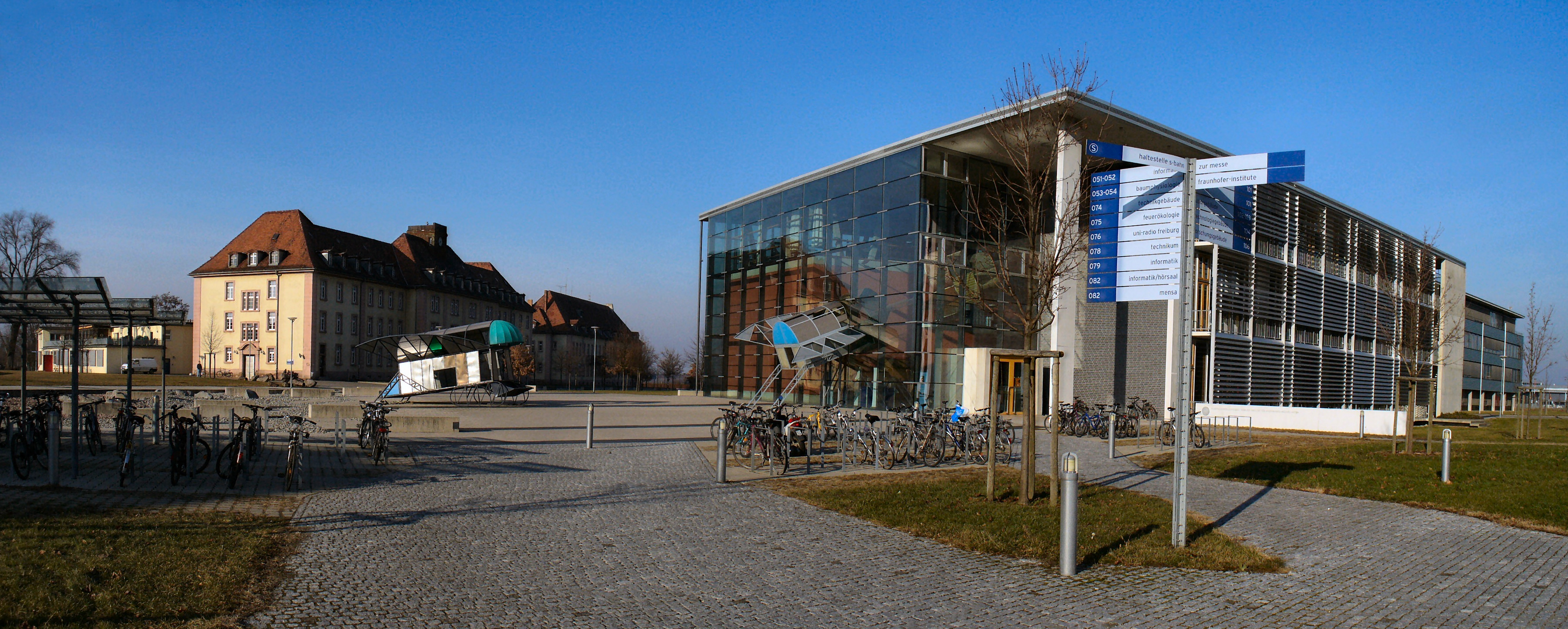
Технический факультет

С 2002 года в университете существует 11 факультетов:
1. теологический
2. юридический
3. экономический
4. медицинский
5. филологический
6. философский
7. математика и физика
8. химия, фармация и гео-науки
9. биологический
10. лесоводство
11. технический